# Nati nel 1945/Febbraio
| Questa pagina contiene informazioni ricavate automaticamente dalle voci biografiche con l'ausilio del template Bio e di un bot. L'aggiornamento è periodico e automatico e ricostruisce completamente la pagina. Se manca una persona in questa lista, sei pregato di non aggiungerla, ma accertati piuttosto che la sua voce biografica contenga il template Bio e che i dati anagrafici siano correttamente compilati. Se il template Bio manca, inseriscilo tu stesso o, in alternativa, metti l'avviso {{tmp\|Bio}} che ne segnala la mancanza. Se i dati riportati sono sbagliati, correggi direttamente la voce biografica; le modifiche saranno visibili in questa lista entro pochi giorni. Per chiarimenti vedi il progetto biografie. La lista contiene solo le 214 persone che sono citate nell'enciclopedia e per le quali è stato implementato correttamente il template Bio. Pagina aggiornata al 18 ago 2025. |

- 1º febbraio - Don Amendolia, attore statunitense
- 1º febbraio - Georg Deuter, musicista e artista tedesco
- 1º febbraio - Raffaele Licinio, storico italiano († 2018)
- 1º febbraio - Ferruccio Mazzola, calciatore, allenatore di calcio e dirigente sportivo italiano († 2013)
- 1º febbraio - Jim Osborne, ex tennista statunitense
- 1º febbraio - Wilfried Rainer, allenatore di calcio tedesco
- 1º febbraio - Howard Rosenman, produttore cinematografico e attore statunitense
- 1º febbraio - Gilles Servat, musicista, cantautore e attore francese
- 1º febbraio - Antonino Zaniboni, politico italiano († 2014)
- 2 febbraio - Robert Atzorn, attore tedesco
- 2 febbraio - János Bagócs, sollevatore ungherese
- 2 febbraio - Beniamino Battistella, ex hockeista su pista e allenatore di hockey su pista italiano
- 2 febbraio - Ángel Brunell, ex calciatore uruguaiano
- 2 febbraio - Jacques Dimont, schermidore francese († 1994)
- 2 febbraio - Jemal Kherkhadze, allenatore di calcio e calciatore sovietico († 2019)
- 2 febbraio - Paul Nguyễn Thái Hợp, vescovo cattolico vietnamita
- 2 febbraio - Yaw Sam, ex calciatore ghanese
- 2 febbraio - Jim Townsend, calciatore scozzese († 2020)
- 2 febbraio - Antonio Veschetti, ex calciatore italiano
- 3 febbraio - Willeke Alberti, cantante e attrice olandese
- 3 febbraio - Don Franco, cantante e compositore italiano († 1990)
- 3 febbraio - Bob Griese, ex giocatore di football americano statunitense
- 3 febbraio - Hideo Kanaya, pilota motociclistico giapponese († 2013)
- 3 febbraio - Don Ohlmeyer, dirigente d'azienda, produttore televisivo e giornalista statunitense († 2017)
- 3 febbraio - Alphonsius Stoffels, ex calciatore olandese
- 3 febbraio - Anna Maria Tarantola, banchiera e dirigente pubblica italiana
- 3 febbraio - Philip Waruinge, pugile keniota († 2022)
- 4 febbraio - Maxime Camara, politico e calciatore guineano († 2016)
- 4 febbraio - John P. Jumper, generale statunitense
- 4 febbraio - Patrick Le Quément, designer francese
- 4 febbraio - Silvio Lega, politico italiano († 2021)
- 4 febbraio - Evelyn Opela, attrice tedesca
- 4 febbraio - Asha Puthli, cantante e attrice indiana
- 4 febbraio - Peter Rohr, ex sciatore alpino svizzero
- 4 febbraio - Eddie Vella, ex calciatore maltese
- 5 febbraio - Fernando Benatti, ex calciatore italiano
- 5 febbraio - Michael Aidan Courtney, arcivescovo cattolico irlandese († 2003)
- 5 febbraio - Mino Denti, ex ciclista su strada italiano
- 5 febbraio - Joe Fascione, allenatore di calcio e calciatore scozzese († 2019)
- 5 febbraio - Ramzi Garmou, arcivescovo cattolico iracheno
- 5 febbraio - Say Chhum, politico cambogiano
- 5 febbraio - Sarah Weddington, avvocatessa e politica statunitense († 2021)
- 5 febbraio - Giorgio Zappa, dirigente d'azienda e dirigente pubblico italiano († 2025)
- 6 febbraio - Toninu Camilleri, ex calciatore maltese
- 6 febbraio - Mišo Cebalo, scacchista croato († 2022)
- 6 febbraio - Steven Keats, attore statunitense († 1994)
- 6 febbraio - Bob Marley, cantautore, chitarrista e attivista giamaicano († 1981)
- 6 febbraio - Michel Renaud, giornalista, fotografo e viaggiatore francese († 2015)
- 6 febbraio - Heinz Stuy, ex calciatore olandese
- 6 febbraio - Michael Tucker, attore statunitense
- 6 febbraio - Bonnie Watson Coleman, politica statunitense
- 6 febbraio - Lenny Williams, cantante statunitense
- 6 febbraio - Jean Xhenceval, pilota automobilistico belga
- 7 febbraio - Gerald Davies, rugbista a 15, dirigente d'azienda e dirigente sportivo britannico
- 7 febbraio - Ricardo González Rotela, ex calciatore paraguaiano
- 7 febbraio - Bo Johansson, ex sollevatore svedese
- 7 febbraio - Julio María Elías Montoya, vescovo cattolico spagnolo
- 7 febbraio - Giuseppe Picella, ex calciatore italiano
- 7 febbraio - Valentino Salvoldi, presbitero e scrittore italiano
- 8 febbraio - Miquel Brown, attrice e cantante canadese
- 8 febbraio - Luigi Giannini, ex calciatore italiano
- 8 febbraio - Enrique Vicente Hernández, ex calciatore spagnolo
- 8 febbraio - Sonny King, wrestler statunitense († 2024)
- 8 febbraio - Rino Barillari, fotografo italiano
- 8 febbraio - Michel Stuart, ballerino, coreografo e costumista statunitense († 1997)
- 9 febbraio - Glenda Dickerson, regista teatrale statunitense († 2012)
- 9 febbraio - Mia Farrow, attrice e attivista statunitense
- 9 febbraio - Henry Krieger, compositore statunitense
- 9 febbraio - Gérard Lenorman, cantautore, compositore e produttore discografico francese
- 9 febbraio - Bill Mensch, ingegnere statunitense
- 9 febbraio - Margit Otto-Crépin, cavallerizza francese († 2020)
- 9 febbraio - Nadežda Zacharova, ex cestista sovietica
- 9 febbraio - Yoshinori Ōsumi, biologo giapponese
- 10 febbraio - Conrad Asquith, attore britannico
- 10 febbraio - Glynn Saulters, ex cestista statunitense
- 11 febbraio - Ralph Doubell, ex mezzofondista australiano
- 11 febbraio - Burhan Ghalyun, politico e sociologo siriano
- 11 febbraio - David Karako, calciatore israeliano († 2025)
- 11 febbraio - John O'Rourke, calciatore inglese († 2016)
- 11 febbraio - Pierluigi Ronzani, politico italiano
- 11 febbraio - Michael Scott, informatico e imprenditore statunitense
- 11 febbraio - Kenneth Walsh, ex nuotatore statunitense
- 12 febbraio - Maud Adams, attrice e ex modella svedese
- 12 febbraio - Cliff DeYoung, attore statunitense
- 12 febbraio - David Friedman, giurista statunitense
- 12 febbraio - Mafu Kibonge, ex calciatore della Repubblica Democratica del Congo
- 12 febbraio - Dupa, fumettista belga († 2000)
- 12 febbraio - Thilo Sarrazin, economista tedesco
- 13 febbraio - Salvo Andò, politico e giurista italiano
- 13 febbraio - Stefano Bonilli, imprenditore e giornalista italiano († 2014)
- 13 febbraio - Jacinto Callero, ex calciatore uruguaiano
- 13 febbraio - Rubens Mattioli, chirurgo italiano
- 13 febbraio - Simon Schama, saggista e storico dell'arte britannico
- 13 febbraio - Kenneth Sitzberger, tuffatore statunitense († 1984)
- 13 febbraio - Chrīstos Terzanidīs, allenatore di calcio e ex calciatore greco
- 13 febbraio - David Tremlett, artista, fotografo e scultore britannico
- 14 febbraio - Fred Carter, ex cestista e allenatore di pallacanestro statunitense
- 14 febbraio - Giovanni Adamo II del Liechtenstein, sovrano liechtensteinese
- 14 febbraio - Ladislao Mazurkiewicz, calciatore uruguaiano († 2013)
- 14 febbraio - Juan Carlos Pérez López, calciatore spagnolo († 2012)
- 14 febbraio - Larry Seiple, ex giocatore di football americano statunitense
- 14 febbraio - Jiří Zedníček, ex cestista cecoslovacco
- 15 febbraio - Lew Chatterley, allenatore di calcio e ex calciatore inglese
- 15 febbraio - Christine Edzard, regista, sceneggiatrice e costumista francese
- 15 febbraio - John Helliwell, sassofonista britannico
- 15 febbraio - Douglas Hofstadter, saggista e filosofo statunitense
- 15 febbraio - Domenico Parola, calciatore e allenatore di calcio italiano († 1998)
- 15 febbraio - Edward Vesala, batterista finlandese († 1999)
- 15 febbraio - Turki bin Faysal Al Sa'ud, principe e diplomatico saudita
- 16 febbraio - Semën Belic-Gejman, ex nuotatore sovietico
- 16 febbraio - Jeremy Bulloch, attore britannico († 2020)
- 16 febbraio - Julio Morales, calciatore uruguaiano († 2022)
- 16 febbraio - Lukša Poklepović, calciatore jugoslavo († 2022)
- 16 febbraio - August Starek, allenatore di calcio e ex calciatore austriaco
- 17 febbraio - Zina Bethune, attrice statunitense († 2012)
- 17 febbraio - Daniel Cantillon, ex schermidore statunitense
- 17 febbraio - Brenda Fricker, attrice irlandese
- 17 febbraio - Ulla Pia, cantante danese († 2020)
- 17 febbraio - Bernard Rapp, regista francese († 2006)
- 17 febbraio - Anatolij Šul'ženko, calciatore sovietico († 1997)
- 18 febbraio - Maurizio Battistini, allenatore di calcio italiano
- 18 febbraio - Per Berg, ex calciatore norvegese
- 18 febbraio - Pat Frink, cestista statunitense († 2012)
- 18 febbraio - Nicholas Kalogeropoulos, ex tennista greco
- 18 febbraio - Mauro Nardoni, calciatore italiano († 1993)
- 18 febbraio - Alberto Rizzoli, imprenditore e editore italiano († 2019)
- 18 febbraio - Bartolomeu Constantin Săvoiu, generale romeno
- 18 febbraio - Vittorio Voglino, politico italiano
- 18 febbraio - Bohdan Zadura, scrittore, poeta e critico letterario polacco
- 18 febbraio - Stefano Zecchi, filosofo, scrittore e opinionista italiano
- 19 febbraio - Barbara Adams, egittologa britannica († 2002)
- 19 febbraio - Tor Alsaker-Nøstdahl, ex calciatore norvegese
- 19 febbraio - Olga Antonetti, modella venezuelana († 1968)
- 19 febbraio - Antonio Barrese, artista e designer italiano
- 19 febbraio - Thomas Brasch, scrittore, poeta e drammaturgo tedesco († 2001)
- 19 febbraio - Magda Cornacchione Milella, politica italiana
- 19 febbraio - Grete Digruber, sciatrice alpina austriaca († 2010)
- 19 febbraio - Vasile Iorga, lottatore rumeno († 2003)
- 19 febbraio - Annamaria Rivera, antropologa, saggista e attivista italiana
- 19 febbraio - Jon Whiteley, attore e storico dell'arte britannico († 2020)
- 20 febbraio - Andrew Bergman, sceneggiatore, regista e romanziere statunitense
- 20 febbraio - Randa Haines, regista e sceneggiatrice statunitense
- 20 febbraio - Brion James, attore statunitense († 1999)
- 20 febbraio - Donald McPherson, pattinatore artistico su ghiaccio canadese († 2001)
- 20 febbraio - Orlando Portento, autore televisivo, conduttore televisivo e personaggio televisivo italiano
- 20 febbraio - Enrique Sánchez Abulí, fumettista e scrittore francese
- 20 febbraio - George Fitzgerald Smoot, astrofisico e cosmologo statunitense
- 20 febbraio - Aldo Tagliapietra, musicista, cantante e bassista italiano
- 21 febbraio - Walter Esser, ex pentatleta tedesco
- 21 febbraio - Faustino Goffi, ex calciatore italiano
- 21 febbraio - Drosos Kalotheou, calciatore cipriota († 2024)
- 21 febbraio - Sam Mangwana, cantante della Repubblica Democratica del Congo
- 21 febbraio - Walter Momper, politico tedesco
- 21 febbraio - Michael Winters, attore statunitense
- 22 febbraio - Ian L. Campbell, storico britannico
- 22 febbraio - Leslie Charleson, attrice statunitense († 2025)
- 22 febbraio - Frank Donlavey, allenatore di calcio e calciatore scozzese († 2008)
- 22 febbraio - Oliver, cantante statunitense († 2000)
- 22 febbraio - Concetto Scivoletto, politico italiano
- 22 febbraio - Joseph diGenova, avvocato statunitense
- 23 febbraio - Allan Boesak, religioso e attivista sudafricano
- 23 febbraio - Svetlana Ivanovna Gerasimenko, astronoma sovietica († 2025)
- 23 febbraio - Mal Graham, ex cestista statunitense
- 23 febbraio - Gary Gray, ex cestista statunitense
- 23 febbraio - Gigliola Guerinoni, criminale italiana
- 23 febbraio - John Halsey, batterista britannico
- 23 febbraio - Leary Lentz, cestista statunitense († 2024)
- 23 febbraio - Georg Milbradt, politico e economista tedesco
- 23 febbraio - Giancarlo Salvi, dirigente sportivo e calciatore italiano († 2016)
- 23 febbraio - Francesco Scardamaglia, sceneggiatore, produttore televisivo e produttore cinematografico italiano († 2010)
- 23 febbraio - Karl-Heinz Vogt, calciatore tedesco († 2025)
- 24 febbraio - Giorgio Bambini, pugile italiano († 2015)
- 24 febbraio - Barry Bostwick, attore statunitense
- 24 febbraio - Billy Boyle, attore e cantante irlandese
- 24 febbraio - Per-Olof Lefwerth, cestista svedese († 2020)
- 24 febbraio - Mikael Salomon, regista e direttore della fotografia danese
- 24 febbraio - Sérgio Toledo Machado, ex cestista brasiliano
- 24 febbraio - Collin Walcott, musicista e compositore statunitense († 1984)
- 24 febbraio - Patti Wicks, cantante statunitense († 2014)
- 25 febbraio - Rosolino Bianchetti Boffelli, vescovo cattolico italiano
- 25 febbraio - Elkie Brooks, cantante britannica
- 25 febbraio - Bruno Divina, ex calciatore italiano
- 25 febbraio - Bruce Kovner, manager statunitense
- 25 febbraio - Toshikatsu Matsuoka, politico giapponese († 2007)
- 25 febbraio - Val McLane, attrice britannica
- 25 febbraio - Shiva Naipaul, scrittore trinidadiano († 1985)
- 25 febbraio - Józef Nowara, schermidore polacco († 1984)
- 25 febbraio - Roy Saari, nuotatore statunitense († 2008)
- 25 febbraio - Teo Teocoli, comico, imitatore e cabarettista italiano
- 26 febbraio - Kelvin Barclay, ex calciatore trinidadiano
- 26 febbraio - Roland Berland, ex ciclista su strada francese
- 26 febbraio - Juan Carlos Buzzetti, allenatore di calcio uruguaiano
- 26 febbraio - Yvonne Carbonaro, scrittrice, saggista e giornalista italiana
- 26 febbraio - Giannīs Iōannidīs, cestista, allenatore di pallacanestro e politico greco († 2023)
- 26 febbraio - Jan Jansen, ex pistard olandese
- 26 febbraio - Jan Klijnjan, calciatore olandese († 2022)
- 26 febbraio - Vladimir Kosinskij, nuotatore sovietico († 2011)
- 26 febbraio - Marta Kristen, attrice norvegese
- 26 febbraio - Bernard Plossu, fotografo francese
- 26 febbraio - Aleksander Skiba, pallavolista e allenatore di pallavolo polacco († 2000)
- 27 febbraio - Carl Anderson, cantante e attore statunitense († 2004)
- 27 febbraio - Giulio Anselmi, giornalista italiano
- 27 febbraio - Arturo Bertuccioli, ex calciatore e allenatore di calcio italiano
- 27 febbraio - Brasse Brännström, attore e sceneggiatore svedese († 2014)
- 27 febbraio - Katalin Kollányi, ex schermitrice ungherese
- 27 febbraio - Daniel Olbrychski, attore e stuntman polacco
- 27 febbraio - Alfonso Principato, carabiniere italiano († 1985)
- 27 febbraio - Palmiro Serafini, fondista e scialpinista italiano († 2013)
- 28 febbraio - Aleksej Ekimov, chimico e fisico russo
- 28 febbraio - Mimsy Farmer, attrice, pittrice e scultrice statunitense
- 28 febbraio - Wilf Gibson, violinista britannico († 2014)
- 28 febbraio - Evgenij Ginzburg, regista sovietico († 2012)
- 28 febbraio - John Pitts, giocatore di football americano statunitense († 2025)
- 28 febbraio - Bubba Smith, attore e giocatore di football americano statunitense († 2011)